# タナカワークス
タナカワークスは、日本の遊戯銃メーカー。

## 概要
他社用の木製部品の製造から業界に関わり、東京CMC社の廃業時に同社の金属製モデルガンを受け継ぐ形で本格的なトイガン製造販売を開始した。モデルガンの様なリアルな構造や形状の再現が特徴。
他社がモデルアップしない独特のモデルや機構を製品化する傾向が強く、革新的なガスリボルバーシステム「ペガサス」で確固たる地位を築いた。
エアソフトガンの黎明期に、ブローバックガスガンを実現した最初のメーカーである。ブローバックシステムの主流がアフターシュートからプレシュートに移行した後は、ウエスタンアームズとの提携でマグナブローバックが主流になった。しかし現在ではペガサスシステム搭載のリボルバー、ボルトアクションライフルが主流になりつつある。
かつてはハイパワー傾向が強く、長物の主力であるガスボルトアクションライフルシリーズなど無改造状態でも、0.2gの6mmBB弾の初速が100m/sを軽く超えてしまうという事態が発生していた。しかし、この問題は2006年の銃刀法改正により解決されている。
2008年現在の社長は田中祥元。

## 製品の特徴
古くは田中木工として、実銃・モデルガン用の木製ストックの製造を手がけていた事が知られている。その為、木製部品を使用した製品や、純正の木製グリップが用意されている事が多い。
モデルガンの試作・製造・販売で知られる六研の六人部登との関係が古く、六人部が没するまで製品試作の多くを依頼していた。初期のガスオペレーションモデル、ペガサスシステム、ガス式ボルトアクションライフル、カシオペアシステムも六人部の試作による。

### モデルガン

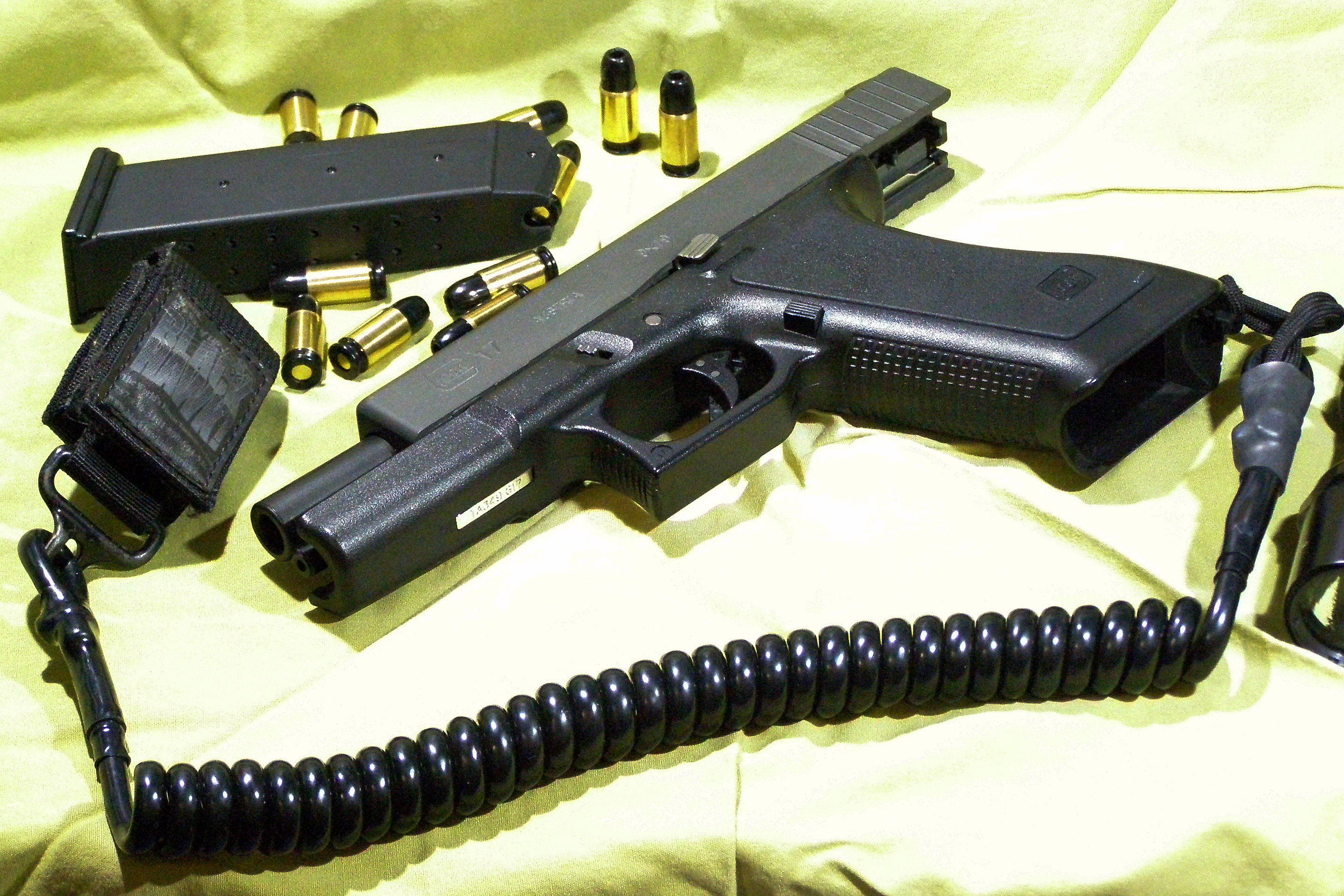
グロック17
1994年製ヘビーウエイトスライドモデル。カートリッジは当時画期的な簡易プラスチック製を採用した。

オートマチックハンドガンでは、グロック17系、SIG SAUER P220/P226系、そしてH&K USPを発売している。外観や内部構造のリアリティと発火性能を高次元で両立させているが、発売初期の頃は銃身の耐久性に難があり一度も発火させていなくてもヒビが入ることすらあった。発火を楽しみたいファンの中には、予備の銃身をあらかじめ何本か注文して破損に備えるユーザーもいたが、現在は材質や設計の見直しをされており以前よりは耐久性を向上させているものの、グロック17など一部モデルでは未だ解決されていない脆弱な部分もあり、ユーザーが独自に強度の向上を施している例も多く見られる。
リボルバーではペガサスシステムのガスガン製品をベースにモデルガンとして転用開発した製品を発売している。現在までにS&W Kフレーム（M19, M66など）、Nフレーム（M29, M1917など）、コルトIフレーム（パイソン）、コルトDフレーム（ディティクティブなど）を発売している。これらの製品が登場した背景にはペガサスシステムがシリンダー以外の部品構成が実銃に近いモデルガン然としたリアルなものであったため、転用開発とする事でガスガンに比べ販売数が少ないモデルガンでも開発コストを抑えられるメリットがあった事が大きい。
長物では1980年代に中田商店名義で発売した九九式短小銃を始め、旧日本軍の小銃（三八式、二式など）、機関銃（百式など）を発売し、現在でも少数ながら生産を続けている。また、不定期にCMCから金型を引き継いだ製品（M1カービン、モーゼル98Kなど）も発売する事がある。

### ガスリボルバー
画期的な機構であるペガサスの成功により、商業的に困難といわれていたリボルバー型製品の新規開発を続々と行った。
COLT、スミス&ウェッソン、スタームルガーなどの知名度の高いメーカー・モデルを意欲的に製品化し、バレル長・素材・表面仕上げの違いで数多くのバリエーションを生み出している。
スミス&ウェッソンの商標使用権を得ている。また、精密な寸法・部品精度、金属部品を多用することによる重量の増加、実銃に限りなく近い内部構造などにより、スミス&ウェッソン製品のリアルさでは他社の追随を許さない。スミス&ウェッソン社製の実銃用グリップを無加工で装着できる。
前述のペガサスとは、カート式と比べ2倍以上の装弾数と連発時の初速の安定さを誇る。

### ブローバックガスガン
概要で述べている通り、「ガスの圧力でスライドが後退する」ブローバックガスガンを実現した最初のメーカーである。グロック17系、SIG SAUER P220/P226系、H&K USPやモデルガンのラインアップには無いブローニングハイパワー、ルガーP08等がある。現行モデルではウエスタンアームズのマグナブローバックの旧型を使用している。しかし、構造、部品精度などの問題からガス漏れをおこしやすい傾向があり、技術的上級者向きであった。現在ではガス漏れしにくいRタイプマガジンやVタイプマガジンを採用している。

## 事件
2008年にカシオペアシステムなる独特な機構のガスリボルバーを開発・販売したところ、これが警察によって「実銃」として認定され、同社が捜索、社長が逮捕されるという事件が発生した。
これは同社が開発した"ペガサスシステム"（シリンダー内にガスタンク・放出バルブを内蔵）を発展・改良したものである。カシオペアタイプはカートリッジの中に、ガスタンク・放出バルブを内蔵した発射機構をもったものであり、
銃口側から撃鉄の（非常に弱い）力を加えることによって発射する機構であった。
設計者は実弾を発射する機能や高圧炭酸ガス充填による高発射速度化性能（場合により違法）を持たせないため、
- ガスバルブの動作は銃口側から力を加えることによって行う。さらに力の伝達効率を複数の部品を介させることによって弱める
- （液化）ガスの充填容積を大きくしない
- 撃鉄動作のもつ物理エネルギーを小さくする

といった対策を行った上で日本遊戯銃協同組合 (ASGK) に対し、新規カテゴリとしての検討を依頼した。
しかしASGKでは、過去にも日本で問題となった密造薬莢に対する懸念が払拭できず、バルブ開放の打撃力を可能な限り弱めて欲しいといった提案は行ったものの、認可は見送られた。そのためタナカは提案を取り入れた上で、業界団体の未認可の状態でカシオペアシステムを搭載したガスガンを発売した。
製品を入手した科学捜査研究所は、この機構でも発射できるよう極めて特殊な構造である銃弾を試作し、カシオペアシステムを搭載したガスガンでの発射ができることを確認。実銃と同等の殺傷能力（厚さ4ミリのベニア板を6枚貫通ができる程）を有しているとして組織犯罪対策五課が銃刀法違反容疑で同社を家宅捜索し、在庫分（約810丁）を押収した。当該製品の販売は中止となり、既に出荷されていた約1000丁も回収に追い込まれた。カシオペアシリーズの所持は銃刀法違反となるので、警察でも所有者に対して提出を呼びかけている。
この事態にタナカ側は大幅に反発。社長はマスコミの取材に対して「（常識的に考えて、実弾を発射できるほどの耐久性を有していない）プラスチックの銃が実銃であるというのはおかしい」「お客さんに夢を与える玩具を作っただけ」「業界団体の認証を受けていないが、他社でも認証を受けずに発売している例があり、認証を受けていないことを以って咎め立てされるのはおかしい」「（このエアガンで発射できるような、常識でありえない機構の）実弾を作る方が悪い」「玩具以外のものを作った覚えは無い」との趣旨の発言を行った。
しかし、12月2日に田中祥元社長は警視庁組織犯罪対策五課によって当社が業界団体により自主検査を受けないままエアガンの販売を行ったのは悪質と判断され、銃刀法違反（拳銃所持）の疑いにより逮捕された。なお、改造を受けていないエアガンが拳銃と認定され、製造業者が逮捕されるケースは今回が初めてである。2008年12月22日、東京地検は同社社長を釈放したと発表した。